# Outil pédagogique
 (novembre 2019).
Si vous disposez d'ouvrages ou d'articles de référence ou si vous connaissez des sites web de qualité traitant du thème abordé ici, merci de compléter l'article en donnant les références utiles à sa vérifiabilité et en les liant à la section « Notes et références ».
Un outil pédagogique, ou design pédagogique est un système, une méthode ou un programme informatique qui permet de comprendre et d'apprendre ce qu'est un certain domaine de connaissance.

## Utilisation
Chaque type d'activité peut posséder des outils pédagogiques afin d'informer, former ou perfectionner des individus souhaitant ou nécessitant améliorer leurs connaissances sans avoir besoin de suivre un cours formel, bien que celui-ci puisse faire partie de l'outil pédagogique.